# François Armand d’Usson
François Armand d’Usson, markiz de Bonnac (ur. 7 grudnia 1716 w Konstantynopolu, zm. 1778) – francuski wojskowy i dyplomata.
Szybko został porucznikiem (Lieutenant du Roi) i gubernatorem  Foix w roku 1738, następnie pułkownikiem regimentu régiment de Bonnac w 1741 i brygadierem w   1747. W roku 1749 został marszałkiem polowym (marechal de camp) i w 1750 generałem. W roku 1765 był gubernatorem Brouage.
Jego kariera dyplomatyczne przebiegała pod patronatem Madame de Pompadour. W latach 1751–1756 był ambasadorem nadzwyczajnym Króla Ludwika XV do Hagi (particulier ambassadeur du Roi en La Haye). Rodzina d’Usson miała długie tradycje służby dyplomacji. Innymi jej członkami - dyplomatami byli: Jean Louis d’Usson de Bonnac (1672-1738) i Pierre Chrysostème Dusson de Bonnac (ur. 1724).